# جبل باكستر
جبل باكستر، هو جبل يقع في منطقة جبال كاتسكيل في نيويورك جنوب غرب داونزفيل. يقع جبل بيج فورك في الجنوب الغربي، ويقع تل فولر في الشمال الشرقي، ويقع جبل ستاديل شرق جنوب جبل باكستر.